# Pallavolo ai I Giochi della Lusofonia - Torneo maschile
Il torneo maschile di pallavolo ai I Giochi della Lusofonia si è svolto nel luglio 2006 a Macao, durante i I Giochi della Lusofonia. Al torneo hanno partecipato 3 squadre nazionali di stati di lingua portoghese e la vittoria finale è andata al Portogallo.

## Squadre partecipanti
- India
- Macao
- Portogallo

## Classifica finale
| Classifica | Squadre    |
| ---------- | ---------- |
|            | Portogallo |
|            | Macao      |
|            | India      |